# 1709 Ukraina
1709 Ukraina (1925 QA) là một tiểu hành tinh vành đai chính được phát hiện ngày 16 tháng 8 năm 1925 bởi G. Shajn ở Simeis.